# 예산 화전리 석조사면불상
예산 화전리 석조사면불상(禮山 花田里 石造四面佛像)은 대한민국 충청남도 예산군 봉산면 화전리에 있는, 삼국 시대 백제의 석조사면불상이다.
1984년 11월 30일 대한민국의 보물 제794호 예산화전리사면석불(禮山花田里四面石佛)로 지정되었다가, 2010년 8월 25일 현재의 명칭으로 변경되었다.

## 개요
1983년에 발견된 것으로 돌기둥 4면에 불상이 새겨져 있는 백제시대 유일의 사면불(四面佛)이다.
사면불은 일명 ‘사방불’이라고도 하는데, 동·서·남·북의 방위에 따라 사방 정토에 군림하는 신앙의 대상인 약사불, 아미타불, 석가불, 미륵불을 뜻한다.
남면에는 본존불로 생각되는 여래좌상이 있고, 나머지 면에는 여래입상이 각각 1구씩 새겨져 있다. 머리 부분은 서면과 북면만 많이 훼손된 채 남아있고, 따로 끼울 수 있도록 되어있는 손은 모두 없어졌다. 4구의 불상은 모두 양 어깨에 옷을 걸치고 있으며 가슴부분에 띠매듭이 보인다. 옷주름이 매우 깊고 가슴아래에서 U자형으로 겹쳐 있다. 머리광배는 원형으로 불꽃무늬·연꽃무늬가 새겨져 있는데 이는 백제 특유의 양식이다.
머리 부분이 20년 넘게 공주박물관 수장고에 보관되어 왔다. 볼이 도톰하며 미소를 짓고 있다.
성왕이 무령왕의 명복을 빌기 위해 무녕왕릉이 완성된 뒤인 527년 무렵 조성한 것으로 추정된다.
우리나라 최초의 석조 사방불로서 서산 용현리 마애여래삼존상(국보 제84호)과 비교할 수 있어 백제미술사와 불교사 연구에 매우 귀중한 작품이다.

## 같이 보기
- 서산 용현리 마애여래삼존상 (국보 제84호)